# Marcel Hanriot
Pour les articles homonymes, voir Hanriot.
Marcel Hanriot, né le 8 juin 1894 à Champlitte (Haute-Saône) et mort le 31 mars 1961 à Nice, est un aviateur et industriel français.

## Biographie
Marcel Hanriot obtient son brevet de pilote le 10 juin 1910. La même année, il participe à la Grande Semaine d'aviation de Rouen et à la Grande Semaine d'aviation de la Champagne. Il forme pendant la Première Guerre mondiale de nombreux pilotes.
Il fait partie d'un réseau de résistance de 1942 au 13 août 1944, date à laquelle il est grièvement blessé lors des combats de la Libération.

## Distinctions
- Officier de la Légion d'honneur (décret du 31 décembre 1949). Il est fait officier par Marcel Coadou le 15 février 1950[1]. Il est nommé chevalier le 31 mai 1924. Il est fait chevalier par le colonel Adolphe Girod.